# 油小路隆真
油小路 隆真（あぶらのこうじ たかざね、万治3年5月3日（1660年6月10日） - 享保14年閏9月7日（1729年10月28日））は、江戸時代中期の公卿。

## 官歴
- 寛文6年（1666年）：従五位上、侍従
- 寛文9年（1669年）：正五位下、右少将
- 寛文12年（1672年）：従四位下
- 延宝3年（1675年）：右中将
- 延宝5年（1677年）：従四位上
- 天和元年（1681年）：正四位下、蔵人頭
- 天和2年（1682年）：正四位上、参議、踏歌節会外弁
- 貞享元年（1684年）：従三位、左衛門督
- 元禄元年（1688年）：正三位、権中納言
- 元禄7年（1694年）：従二位
- 元禄16年（1703年）：権大納言
- 宝永元年（1703年）：賀茂伝奏
- 宝永2年（1704年）：正二位
- 享保5年（1720年）：民部卿

## 系譜
- 父：油小路隆貞
- 子：油小路隆典